# Gynacantha nigeriensis
Gynacantha nigeriensis – gatunek ważki z rodziny żagnicowatych (Aeshnidae).